# Aelius Gallus
Gaius Aelius Gallus a fost un prefect roman în Egipt între 26 - 24 î.Hr. El este cunoscut în principal pentru o expediție dezastruoasă  întreprinsă în Arabia Felix, sub ordinele lui Augustus. 